# 롱 웨이 라운드
롱 웨이 라운드(Long Way Round)는 2004년 유언 맥그레거가 친구 찰리 부어먼, 카메라맨 클라우디오 폰 플란타와 함께 4월 중순부터 7월 말까지 런던에서 중앙 유럽, 우크라이나, 카자흐스탄, 몽골, 시베리아, 캐나다를 거쳐 뉴욕까지 모터사이클 BMW R1150GS을 타고 총거리 35,960km 여행한 것을 다큐멘터리화, 책화, DVD화한 것이다.